# Sepedon scapularis
Sepedon scapularis är en tvåvingeart som beskrevs av Adams 1903. Sepedon scapularis ingår i släktet Sepedon och familjen kärrflugor. Inga underarter finns listade i Catalogue of Life.